# Alcidion humeralis
Alcidion humeralis är en skalbaggsart som först beskrevs av Perty 1832. Alcidion humeralis ingår i släktet Alcidion och familjen långhorningar.
Artens utbredningsområde är:
- Belize.
- Costa Rica.
- Guatemala.
- Honduras.
- Nicaragua.
- Panama.
- Venezuela.

Inga underarter finns listade i Catalogue of Life.